# HD 191760
HD 191760 är en dubbelstjärna belägen i den norra delen av stjärnbilden Kikaren. Den har en skenbar magnitud av ca 8,26 och kräver åtminstone en stark handkikare eller ett mindre teleskop för att kunna observeras. Baserat på  parallaxmätning inom Hipparcosuppdraget på ca 12,3 mas, beräknas den befinna sig på ett avstånd på ca 266 ljusår (ca 82 parsek) från solen. Den rör sig närmare solen med en heliocentrisk radialhastighet på ca -30 km/s.

## Egenskaper
Primärstjärnan HD 191760 A är en gul till vit underjättestjärna av spektralklass G3 IV/V, som utvecklas bort från huvudserien. Den har en massa som är ca 1,2 solmassor, en radie som är ca 1,8 solradier och har ca 3 gånger solens utstrålning av energi från dess fotosfär vid en effektiv temperatur av ca 5 700 K.
Med hjälp av ESO HARPS-instrument har det upptäckts en brun dvärg, ca 38 gånger så massiv som Jupiter som kretsar kring stjärnan på ett genomsnittligt avstånd på 1,35 AE med en omloppsperiod av 505 dygn. Detta är ett ovanligt avstånd från stjärnan och har betecknats den "bruna dvärgsöknen".